# Kondlighatta, Tiptur
Kondlighatta là một làng thuộc tehsil Tiptur, huyện Tumkur, bang Karnataka, Ấn Độ.